# Маринко Марковић
Маринко Марковић (после 1841 – после 1884) био је народни посланик и старешина народне војске у Српско-турским ратовима (1876–1878), један од вођа Тимочке буне.

## Биографија
Маринко Марковић био је земљорадник из села Врбице, у то време у тимочком срезу књажевачког округа. Година његовог рођења није позната, али знамо да је 1876. био војник I класе српске народне народне војске, у коју су узимани борци између 20 и 35 година. При томе, као батаљони командир, Маринко није могао бити међу млађим војницима - морао је свакако имати близу 30 година, ако не и више. Према томе, можемо закључити да је сигурно рођен између 1841. и 1856. године, при чему је ранији датум вероватно ближе истини. 

### Српско-турски ратови
У Другом српско-турском рату служио је као народни командир тимочке Комбиноване бригаде, састављене од Крајинског и Црноречког пука (укупно 4 батаљона). Са својом бригадом учествовао је у бици за Белу Паланку (12. децембра 1877) и ослобођењу Пирота од Турака (15–16. децембра 1877), под командом Јеврема Марковића. Награђен је Златном медаљом за храброст 5. јануара 1878.

### Народни посланик
После рата, као одликовани ратни ветеран и батаљонски командир народне војске, уживао је велики углед у свом крају. Приступио је тек формираној Народној радикалној странци (основана 1881) и постао председник месног одбора странке у Новом Хану, за тимочки срез књажевачког округа. Први пут је изабран за народног посланика у децембру 1880. године, и у наредне 3 године (1881–1883) користио је сваку прилику да пред скупштином изнесе проблеме свог у рату опустошеног краја. Тако је 22. јануара 1881. са још неколико посланика из источне Србије (Аца Станојевић, Станоје Динић, Риста Ђусић, Маринко Ивковић) тражио од Скупштине помоћ за народ у ратом опустошеном сврљишком срезу. Изнели су пред Скупштину да народ у селима Мерџелат, Драјинац, Нишевац, Плужина, Лалинац и Грбавче, која су изгорела у рату 1876, још увек (4 године касније) живи у земуницама. Тражили су да се народу из тих села одобри бесплатна сеча државне шуме за обнову изгорелих домова. 1. фебруара 1881. са још неколико посланика из источне Србије (сви претходно поменути и Жика Миленовић) поднео је предлог за градњу путева према Књажевцу. 10. фебруара 1881. подржао је неуспели предлог радикалске мањине да се учитељима дају веће плате. 14. фебруара 1881, са још неколико радикалских посланика (Станоје Динић, Риста Ђусић, Жика Миленовић, Маринко Ивковић) поднео је захтев да се сељацима исплати ратна одштета за сву стоку и сву храну која је непријатељу пала шака. 10. марта 1881. гласао је против склапања уговора са Генералном унијом, заједно са 57 од 159 народних посланика. 28. јануара 1882. потписао је са још 30 опозиционих посланика неуспелу интерпелацију, којом се влади оспорава право да без одобрења скупштине уступи градњу железнице коме хоће. У записнику Народне скупштине сачувано је његово иступање од 5. фебруара 1882, поводом предлога новог закона о општинама: по члану 5. општинске зграде морале су се подизати по плану прописаном од министра унутрашњих дела. Он је изјавио, да су школе и општине у његовом срезу, које је непријатељ већином попалио у рату 1876, већ обновљене према скромним могућностима сваке општине, и да би рушити ове зграде само да би се подигле нове по плану било бесмислено и бездушно. Овај члан закона био је одбачен. Са осталим посланицима радикалне странке (укупно 51) поднео је оставку 5. марта 1882, чиме је скупштина изгубила кворум, па је напредњачка влада била принуђена да распише нове изборе. Изабран је у депутацију (изасланство) тимочког среза које је имало да поздрави краља Милана приликом проглашења краљевине, али му је срески начелник забранио да учествује. На скупштинским изборима 15. маја 1882. убедљиво је победио у свом срезу (са 105 гласова према 10), али је, у договору са осталим радикалским посланицима, одмах поднео оставку како би паралисао рад скупштине. Победио је на поновљеним скупштинским изборима у свом срезу 16. децембра 1882, али је његов мандат одлуком владе поништен због радикалске опструкције у скупштини, па је уместо њега за посланика постављен другопласирани Раша Минић. На изборима за Народну скупштину у септембру 1883. изабран је за народног посланика, заједно са Николом Пашићем, Ацом Станојевићем, Љубом Дидићем, Станојем Динићем, Ристом Ђусићем, Лазаром Јовановићем, Жиком Миленовићем, Рашом Милошевићем, Живаном Никодијевићем и Антом Рајичићем.

### Тимочка буна
Током Тимочке буне, стао је на страну устаника. Предводио је тимочки (III књажевачки) батаљон народне војске у бици код Вратарнице (30. октобра 1883). После пораза успео је да побегне у Бугарску.
Преки суд у Зајечару судио му је у одсуству 4–5. децембра 1883, заједно са укупно 22 устаника који су се налазили у бекству. Њих 20, укључујући и Николу Пашића, суд је прогласио за главне коловође побуне: десеторица, укључујући ту и Маринка Марковића, осуђени су на смрт.

### У изгнанству
У Бугарској, Маринко се у прво време настанио у Видину са око 50 избеглих устаничких вођа, међу којима су били и бивши народни посланици Никола Пашић, Аца Станојевић, Жика Миленовић и Анта Рајичић.  По сачуваним извештајима српског министарства унутрашњих дела, Маринко је са још неколико преживелих устаника током 1884. из бугарског пограничног села Киријево више пута прелазио у Србију, где је бунио народ и застрашивао присталице владе.